# Mitrephora ferruginea
Mitrephora ferruginea är en kirimojaväxtart som beskrevs av Jacob Gijsbert Boerlage och Sijfert Hendrik Koorders. Mitrephora ferruginea ingår i släktet Mitrephora och familjen kirimojaväxter. Inga underarter finns listade i Catalogue of Life.